# Steal Nouvel FC de Sima
Steal Nouvel FC de Sima là một câu lạc bộ bóng đá Comoros đến từ Sima.

## Thành tích
- Giải bóng đá ngoại hạng Comoros

Á quân (1): 2008/09
- Cúp bóng đá Comoros

Vô địch (1): 2010/11
- Anjouan Championship

Vô địch (2): 2009, 2011

## Thành tích ở các giải đấu UAFA
- UAFA Cup: 1 lần tham gia

2012–13 – Vòng Một

## Đội hình hiện tại
Ghi chú: Quốc kỳ chỉ đội tuyển quốc gia được xác định rõ trong điều lệ tư cách FIFA. Các cầu thủ có thể giữ hơn một quốc tịch ngoài FIFA.
| Số | VT | Quốc gia    | Cầu thủ            |
| -- | -- | ----------- | ------------------ |
| –  | TM | Philippines | Lawrence Patangero |
| –  | TĐ | Comoros     | Miki               |
| –  | TĐ | Comoros     | Babra              |
| –  | TĐ | Comoros     | Ibrahim Souleiman  |

| Số | VT | Quốc gia | Cầu thủ         |
| -- | -- | -------- | --------------- |
| –  |    | Comoros  | Qassem Mohammed |
| –  |    | Comoros  | Olmeta          |
| –  |    | Comoros  | Hamad Shima     |